# 眞恵子
眞 恵子（さな あやこ、1985年5月18日 - ）は、日本の元女子バレーボール選手。

## 来歴
東京都台東区出身。父親は元幕下力士の真錦（さなにしき）、祖父は十両力士の大泉隆司という相撲一家に育ち、本人は小学1年から3年間、水泳のバタフライの選手であった。ママさんバレーをしていた母親の影響で、小学校3年生からバレーボールを始める。
中学3年生の2000年9月、全日本ユース入り。ユースではセンタープレーヤーとして活躍した。淑徳学園高校時代は、2年生時に主将・エースとして春高バレーに出場。その後、全日本ジュニアに選出された。
2004年、デンソーエアリービーズに入部。
2009年6月同部を退団し、トヨタ車体クインシーズに移籍。2012年6月にプレーイングコーチに就任。2014年2月16日のパイオニア戦にてVリーグ出場試合230試合を達成し、Vリーグ栄誉賞を受賞した。
2014年6月に現役引退。

## 所属チーム
- 台東区立根岸小学校（根岸ラビッツ）
- 淑徳学園中学校（現:淑徳SC中等部）
- 淑徳学園高等学校（現:淑徳SC高等部）
- デンソーエアリービーズ（2004-2009年）
- トヨタ車体クインシーズ（2009-2014年）